# Цар Асен (област Търговище)
Вижте пояснителната страница за други значения на Асен.
Цар Асѐн е село в Североизточна България. То се намира в община Попово, област Търговище.

## География
Селото се намира на около 25 км северозападно от град Попово, на 300 – 500 м надморска височина. Разположено е върху голям хълм с равно било и лек наклон от североизток към северозапад. Заобиколено е и с други високи хълмове. Землището му граничи с тези на селата: Голямо градище, Ковачевец, Водица, Осиково и Захари Стояново. Свързано е чрез удобни пътища с градовете Бяла, Русе, Попово и Търговище и с черни със съседните села, като село Гагово например.
Образувано е от следните четири махали: Горната махала, Долната (Черкезката) махала, Новата махала и Циганската махала.
До преди 15 години селото нямаше последната махала. Сградата на читалището през времето бе и красив киносалон за кратко
в който имаше прожекции на много филми...

## Кратка историческа справка
Според старо предание селото най-напред се намирало в местността Халваджии, но поради голямо наводнение било преместено в днешната местност, носеща името Срещу село. Преместеното село било наречено Халваджи ениджеси (новото Халваджии). За пръв път името на селото е документирано в османо-турски данъчен регистър от 1541 г. с името Халваджъ. От селото били събирани провизии и за еничарската войска, за което свидетелства документ от 1680 г. Тогава то било част от Русчушки (Русенски) вилает. Тъй като селото било застроено на много стръмно място, жителите му го преместили за пореден и последен път на днешното му място.
В селото освен турскоезично население още около 1800 г. започнали да се заселват българи от Стара планина. Те дошли от селата Гостилица (Дряновско), Кладни дял (Търновско) и Арбанаси (Горнооряховско). В селото живеели и казълбаши. След Кримската война в селото били заселени и около 35 къщи черкези, които за разлика от тези, които били заселени в другите поповски села се държали миролюбиво и оставили добри спомени от присъствието си.
Броят на българското население – заселници в селото до Освобождението постоянно се увеличавал и около 1867 г. достигнал около 40 венчила. В навечерието на Освобождението в селото имало вече 80 български къщи.
По време на Освободителната война черкезите напуснали селото, а турците ограбили българското население и избягали към Делиормана. Селото било освободено на 11 юли 1877 г. от руските войски. След унищожаването на Зарайския полк от турската войска на 18 август 1877 г. българското население, което не било избягало от селото към Беленско било подложено на страшно клане от турците.
След Освобождението турскоезичното население започнало да се изселва към Турция. На тяхно място започнали да се заселват големи групи българи – балканджии от селата Косарка и Маневци, Дряновско – 50 къщи и от Самоводене, Горнооряховско – 15 къщи. Пристигнали и заселници от село Беброво (Еленско) и от Габровско.
Още първите български заселници преди Освобождението си построили църковен храм. През 1872 – 1874 г. на жителите на селото се наложило наново да си строят храм, защото неизвестно кога той бил изгорен от турците. Новият храм получил името на свети Архангел Михаил. По време на Освободителната война той отново бил полуразрушен и ограбен и през 1882 г. бил основно ремонтиран, а през 1884 г. и изографисан.
С държавен указ от 10 октомври 1896 г. старото име на селото, което тогава се наричало Халваджи енидже кьой, било променено на Цар Асен, на името на българския владетел Асен I. През 1898 г. в селото имало вече 119 български и само 12 турски къщи.
Днес в селото живее предимно възрастно българско население, по-голямата част от което са пенсионери и се препитават със земеделие и животновъдство.

## Религии
- Християнска (източноправославна);

## Обществени институции
- Кметство;
- Народно читалище „Възпитател“, основано първоначално през 1920 г.;
- Целодневна детска градина (закрита през 2008 г.);
- Църква;

## Културни и природни забележителности
- Възрожденски православен храм „Свети Архангел Михаил“ от 1882 г.;
- В землището на селото се намират следите на праисторическо селище и селищна могила, могилен некропол и др.;

## Редовни събития
- Събор на селото – провежда се ежегодно на 21 ноември;

## Други

### Кухня
Крушанца;
Ушав;
Маджун; кисел червен домат; кисели динки в бидон; Касапски кебап с вино - приготвя се по коледните празници като месото се смесва с много зеленчуци, подправки, вари се задушава се и на края запичане докато течността намалее от вода и вино. 